# The World Needs A Hero Tour
The World Needs A Hero Tour fue una gira hecha por el grupo de Thrash metal Megadeth en el año 2001.

## Historia
Esta gira sirvió para promocionar el noveno álbum de Megadeth titulado The World Needs a Hero publicado en el 2001, con este álbum el grupo hizo un intento por volver a sus raíces con un sonido más característico de Megadeth, luego del fatal resultado que obtuvieron con su antecesor Risk. Este disco fue el primero grabado con el sello discográfico Sanctuary Records propiedad de Rod Smallwood, representante de la banda de Heavy Metal británico Iron Maiden, luego de 14 años y 7 discos de estudio con la disquera Capitol Records, así como también fue el primer (y único) disco grabado con el guitarrista Al Pitrelli, el segundo (y último) del baterista Jimmy DeGrasso y el último del bajista y cofundador de la banda David Ellefson (hasta su retorno en 2010).
Originalmente la banda tenía planeado terminar la gira con 2 noches en Buenos Aires, Argentina en el estadio Monumental pero debido a los hechos ocurridos por el atentado terrorista del 11 de septiembre en los Estados Unidos se decidió hacer el cierre de gira en Arizona con 2 conciertos que fueron grabados para el posterior lanzamiento en DVD titulado Rude Awakening.

## Fechas
| 28 de abril de 2001      | Phoenix        | Estados Unidos     | The Mason Jar                                 |
| 29 de abril de 2001      | San Diego      | Estados Unidos     | Brick By Brick                                |
| 30 de abril de 2001      | Orangevale     | Estados Unidos     | The Boardwalk                                 |
| 1 de mayo de 2001        | Aurora         | Estados Unidos     | Hubba's House of Rock                         |
| 3 de mayo de 2001        | San Antonio    | Estados Unidos     | White Rabbit                                  |
| 4 de mayo de 2001        | Dallas         | Estados Unidos     | Hard Rock Cafe                                |
| 5 de mayo de 2001        | Minneapolis    | Estados Unidos     | The Quest                                     |
| 6 de mayo de 2001        | Milwaukee      | Estados Unidos     | Shank Hall                                    |
| 7 de mayo de 2001        | Mount Clemens  | Estados Unidos     | Emerald Theatre                               |
| 9 de mayo de 2001        | Boston         | Estados Unidos     | Bill's Bar                                    |
| 10 de mayo de 2001       | Filadelfia     | Estados Unidos     | Franklin Institute                            |
| 11 de mayo de 2001       | St. Petersburg | Estados Unidos     | State Theatre                                 |
| 12 de mayo de 2001       | Orlando        | Estados Unidos     | Sapphire Supper Club                          |
| 15 de mayo de 2001       | Toronto        | Canadá             | The Reverb                                    |
| 16 de mayo de 2001       | Quebec City    | Canadá             | The Liquor Store                              |
| 17 de mayo de 2001       | Montreal       | Canadá             | Musique Plus                                  |
| Europa                   |                |                    |                                               |
| 8 de junio de 2001       | Milton Keynes  | Inglaterra         | Milton Keynes National Bowl                   |
| 9 de junio de 2001       | Milán          | Italia             | Gods of Metal                                 |
| 10 de junio de 2001      | Hockenheim     | Alemania           | Hockenheimring                                |
| 11 de junio de 2001      | Madrid         | España             | Sala Macumba                                  |
| 12 de junio de 2001      | Valencia       | España             | Republicca I                                  |
| 13 de junio de 2001      | Barcelona      | España             | Razzmatazz                                    |
| 14 de junio de 2001      | San Sebastián  | España             | Polideportivo Anoeta                          |
| 16 de junio de 2001      | Klettwitz      | Alemania           | Eurospeedway Lausitz                          |
| 17 de junio de 2001      | Hanover        | Alemania           | Niedersachsenstadion                          |
| 18 de junio de 2001      | Bochum         | Alemania           | Zeche                                         |
| 19 de junio de 2001      | Cologne        | Alemania           | Live Music Hall                               |
| 20 de junio de 2001      | Zúrich         | Suiza              | Letzigrund Stadion                            |
| 22 de junio de 2001      | Löbnitz        | Alemania           | With Full Force VIII                          |
| 23 de junio de 2001      | Dessel         | Bélgica            | Graspop Metal Meeting                         |
| 24 de junio de 2001      | Gotemburgo     | Suecia             | Ullevi Stadium                                |
| 26 de junio de 2001      | Varsovia       | Polonia            | Klub Stodoła                                  |
| 27 de junio de 2001      | Praga          | República Checa    | Palác Akropolis                               |
| 28 de junio de 2001      | Budapest       | Hungría            | Petőfi Csarnok                                |
| 30 de junio de 2001      | Balingen       | Alemania           | Bang Your Head                                |
| 1 de julio de 2001       | Atenas         | Grecia             | Rockwave Festival                             |
| 3 de julio de 2001       | Estambul       | Turquía            | Maslak Venue                                  |
| 5 de julio de 2001       | Oulu           | Finlandia          | Kauppatori                                    |
| 6 de julio de 2001       | Moscú          | Rusia              | Dvorets Sporta Luzhniki                       |
| 8 de julio de 2001       | Wolverhampton  | Inglaterra         | Wulfrun Hall                                  |
| 9 de julio de 2001       | Glasgow        | Escocia            | Barrowland                                    |
| 10 de julio de 2001      | Dublín         | Irlanda            | SFX Hall                                      |
| 11 de julio de 2001      | Nottingham     | Inglaterra         | Rock City                                     |
| 12 de julio de 2001      | París          | Francia            | Élysée Montmartre                             |
| 14 de julio de 2001      | Weert          | Países Bajos       | Bospop                                        |
| 15 de julio de 2001      | Caminha        | Portugal           | Vilar de Mouros                               |
| 16 de julio de 2001      | Londres        | Inglaterra         | Astoria Theatre                               |
| Asia                     |                |                    |                                               |
| 19 de julio de 2001      | Tokio          | Japón              | Akasaka BLITZ                                 |
| 20 de julio de 2001      | Tokio          | Japón              | Akasaka BLITZ                                 |
| 21 de julio de 2001      | Yokohama       | Japón              | Bay Hall                                      |
| 23 de julio de 2001      | Fukuoka        | Japón              | Fukuoka Yuubin Chokin Hall                    |
| 24 de julio de 2001      | Osaka          | Japón              | Osaka Kousei Nenkin Kaikan                    |
| 25 de julio de 2001      | Nagoya         | Japón              | Diamond Hall                                  |
| 26 de julio de 2001      | Shizuoka       | Japón              | Shizuoka Shimin Bunka Kaikan                  |
| 28 de julio de 2001      | Dongducheon    | Corea del Sur      | Soyosan Outdoor Stage                         |
| 29 de julio de 2001      | Taipéi         | República de China | Huashan Cultural and Creative Industry Center |
| Oceanía                  |                |                    |                                               |
| 31 de julio de 2001      | Medan          | Indonesia          | Teladan Stadium                               |
| 3 de agosto de 2001      | Brisbane       | Australia          | The Arena                                     |
| 4 de agosto de 2001      | Sídney         | Australia          | Enmore Theatre                                |
| 5 de agosto de 2001      | Melbourne      | Australia          | The Palace Complex                            |
| 7 de agosto de 2001      | Melbourne      | Australia          | The Palace Complex                            |
| 9 de agosto de 2001      | Auckland       | Nueva Zelanda      | St James Theatre                              |
| Norteamérica             |                |                    |                                               |
| 7 de septiembre de 2001  | Magna          | Estados Unidos     | Saltair                                       |
| 8 de septiembre de 2001  | Boise          | Estados Unidos     | The Big Easy                                  |
| 9 de septiembre de 2001  | Portland       | Estados Unidos     | Roseland Theater                              |
| 12 de septiembre de 2001 | Vancouver      | Canadá             | Commodore Ballroom                            |
| 14 de septiembre de 2001 | San Francisco  | Estados Unidos     | The Fillmore                                  |
| 15 de septiembre de 2001 | Anaheim        | Estados Unidos     | House of Blues                                |
| 16 de septiembre de 2001 | West Hollywood | Estados Unidos     | House of Blues                                |
| 17 de septiembre de 2001 | San Diego      | Estados Unidos     | 4th & B                                       |
| 18 de septiembre de 2001 | Phoenix        | Estados Unidos     | Celebrity Theatre                             |
| 19 de septiembre de 2001 | Las Vegas      | Estados Unidos     | House of Blues                                |
| 23 de septiembre de 2001 | Dallas         | Estados Unidos     | Deep Ellum Live                               |
| 24 de septiembre de 2001 | Odessa         | Estados Unidos     | Ector County Coliseum                         |
| 25 de septiembre de 2001 | Santa Fe       | Estados Unidos     | Camel Rock Casino                             |
| 26 de septiembre de 2001 | Denver         | Estados Unidos     | KFillmore Auditorium                          |
| 27 de septiembre de 2001 | Wichita        | Estados Unidos     | Rita's Little Uptown                          |
| 28 de septiembre de 2001 | Kansas City    | Estados Unidos     | Uptown Theater                                |
| 29 de septiembre de 2001 | Sauget         | Estados Unidos     | Pop's                                         |
| 2 de octubre de 2001     | Minneapolis    | Estados Unidos     | First Avenue                                  |
| 3 de octubre de 2001     | Milwaukee      | Estados Unidos     | Eagles Ballroom                               |
| 4 de octubre de 2001     | Chicago        | Estados Unidos     | Vic Theatre                                   |
| 5 de octubre de 2001     | Chicago        | Estados Unidos     | Vic Theatre                                   |
| 6 de octubre de 2001     | Detroit        | Estados Unidos     | Saint Andrew's Hall                           |
| 8 de octubre de 2001     | Cleveland      | Estados Unidos     | The Odeon                                     |
| 9 de octubre de 2001     | Toronto        | Canadá             | The Guvernment                                |
| 10 de octubre de 2001    | Hartford       | Estados Unidos     | Webster Theater                               |
| 12 de octubre de 2001    | Boston         | Estados Unidos     | Avalon                                        |
| 13 de octubre de 2001    | Filadelfia     | Estados Unidos     | Electric Factory                              |
| 14 de octubre de 2001    | Washington     | Estados Unidos     | 9:30 Club                                     |
| 16 de octubre de 2001    | Nueva York     | Estados Unidos     | Irving Plaza                                  |
| 17 de octubre de 2001    | Nueva York     | Estados Unidos     | Irving Plaza                                  |
| 18 de octubre de 2001    | Allentown      | Estados Unidos     | Crocodile Rock Cafe                           |
| 20 de octubre de 2001    | Swansboro      | Estados Unidos     | Carteret County Speedway                      |
| 21 de octubre de 2001    | Norfolk        | Estados Unidos     | The NorVa                                     |
| 22 de octubre de 2001    | Atlanta        | Estados Unidos     | The Roxy                                      |
| 24 de octubre de 2001    | Poughkeepsie   | Estados Unidos     | The Chance                                    |
| 25 de octubre de 2001    | Clifton Park   | Estados Unidos     | Northern Lights                               |
| 26 de octubre de 2001    | Pittsburgh     | Estados Unidos     | Metropol                                      |
| 27 de octubre de 2001    | Fort Wayne     | Estados Unidos     | Piere's Entertainment Center                  |
| 28 de octubre de 2001    | Cincinnati     | Estados Unidos     | Bogart's                                      |
| 30 de octubre de 2001    | La Crosse      | Estados Unidos     | Hollywood Theatre                             |
| 31 de octubre de 2001    | Wausau         | Estados Unidos     | -                                             |
| 1 de noviembre de 2001   | Rockford       | Estados Unidos     | The Times Theater                             |
| 2 de noviembre de 2001   | Combined Locks | Estados Unidos     | Ryan's Ballroom                               |
| 3 de noviembre de 2001   | Lafayette      | Estados Unidos     | Riehle Bros                                   |
| 5 de noviembre de 2001   | Indianápolis   | Estados Unidos     | The Vogue                                     |
| 7 de noviembre de 2001   | Grand Rapids   | Estados Unidos     | The Orbit Room                                |
| 8 de noviembre de 2001   | Detroit        | Estados Unidos     | Saint Andrew's Hall                           |
| 9 de noviembre de 2001   | Cross Plains   | Estados Unidos     | Kitt's Korner                                 |
| 10 de noviembre de 2001  | Merrillville   | Estados Unidos     | Star Plaza Theatre                            |
| 11 de noviembre de 2001  | Columbus       | Estados Unidos     | Newport Music Hall                            |
| 16 de noviembre de 2001  | Tucson         | Estados Unidos     | Rialto Theatre                                |
| 17 de noviembre de 2001  | Phoenix        | Estados Unidos     | Web Theatre                                   |

## Canciones tocadas en la gira
De  Killing Is My Business... And Business Is Good!:
- "Mechanix""

De  Peace Sells... But Who's Buying?:
- "Wake Up Dead"
- "The Conjuring"
- "Devil's Island"
- "Peace Sells"

De  So Far, So Good... So What!:
- "In My Darkest Hour"
- "Hook in Mouth"

De  Rust In Peace:
- "Holy Wars The Punishment Due"
- "Tornado of Souls"
- "Hangar 18"

De  Countdown To Extinction:
- "Sweating Bullets"
- "Skin o' My Teeth"
- "Ashes in Your Mouth"
- "Symphony of Destruction"

De  Youthanasia:
- "Reckoning Day"
- "Train of Consequences"
- "A Tout Le Monde"

De  Hidden Treasures:
- "Angry Again"

De  Cryptic Writings:
- "She-Wolf" (Algunos shows con una versión de solos de guitarra en el medio de la canción)
- "Almost Honest"
- "Trust"

De  The World Needs a Hero:
- "Return to Hangar"
- "The World Needs a Hero"
- "Moto Psycho"
- "1000 Times Goodbye"
- "Burning Bridges"
- "Promises"
- "Dread and the Fugitive Mind"

De  Capitol Punishment: The Megadeth Years:
- "Kill the King"

## Personal
- Dave Mustaine: Guitarra, Voz
- Al Pitrelli: Guitarra, Coros
- David Ellefson: Bajo, Coros
- Jimmy DeGrasso: Batería, Coros

## Páginas externas
- Wed Oficial

- Datos: Q77487474